# 바인 으엇 팃 느엉
바인 으엇 팃 느엉(베트남어: bánh ướt thịt nướng)은 베트남의 돼지고기 요리이다. 바인 으엇의 일종으로, 얇은 쌀가루 반죽물에 구운 돼지고기를 넣고 말아서 말아서 쪄 만든다. 여러 가지 허브, 채소 절임, 느억 쩜 등을 곁들여 먹는다. 후에와 달랏 지역의 것이 유명하다.

## 이름
베트남어 "바인 으엇 팃 느엉(bánh ướt thịt nướng)"은 "구운 고기 바인 으엇"이라는 뜻이다. "팃(thịt)"은 "고기"를, "느엉(nướng)"은 "굽다"를 뜻한다.

## 같이 보기
- 바인 꾸온